# Канбешбулак
Канбешбулак (устар. Кан-Бешбулак) — бессточное озеро на западе Сурхандарьинской области Узбекистана в Байсунском районе. Площадь поверхности Канбешбулака — 0,24 км². Площадь водосборного бассейна — 27,4 км². Озеро лежит на высоте 1616,1 м над уровнем моря.
Озеро питается водами ручьёв, стекающих с гор Атказа, и родника Ташбулак. Южнее него находятся развалины Терсагар.
По некоторым данным, имеет метеоритное происхождение.
Изучив характеристики и траекторию падения фрагментов метеорита, их величины и промежутки между точками удара, специалисты заключили, что массивный метеорит, оставивший подобные отметины, должен был разрушиться над местностью Хамкан, в результате чего сформировался кратер, в последствии наполнившийся водой — ныне известный как озеро Канбешбулак.